# 트럼프-머스크 갈등

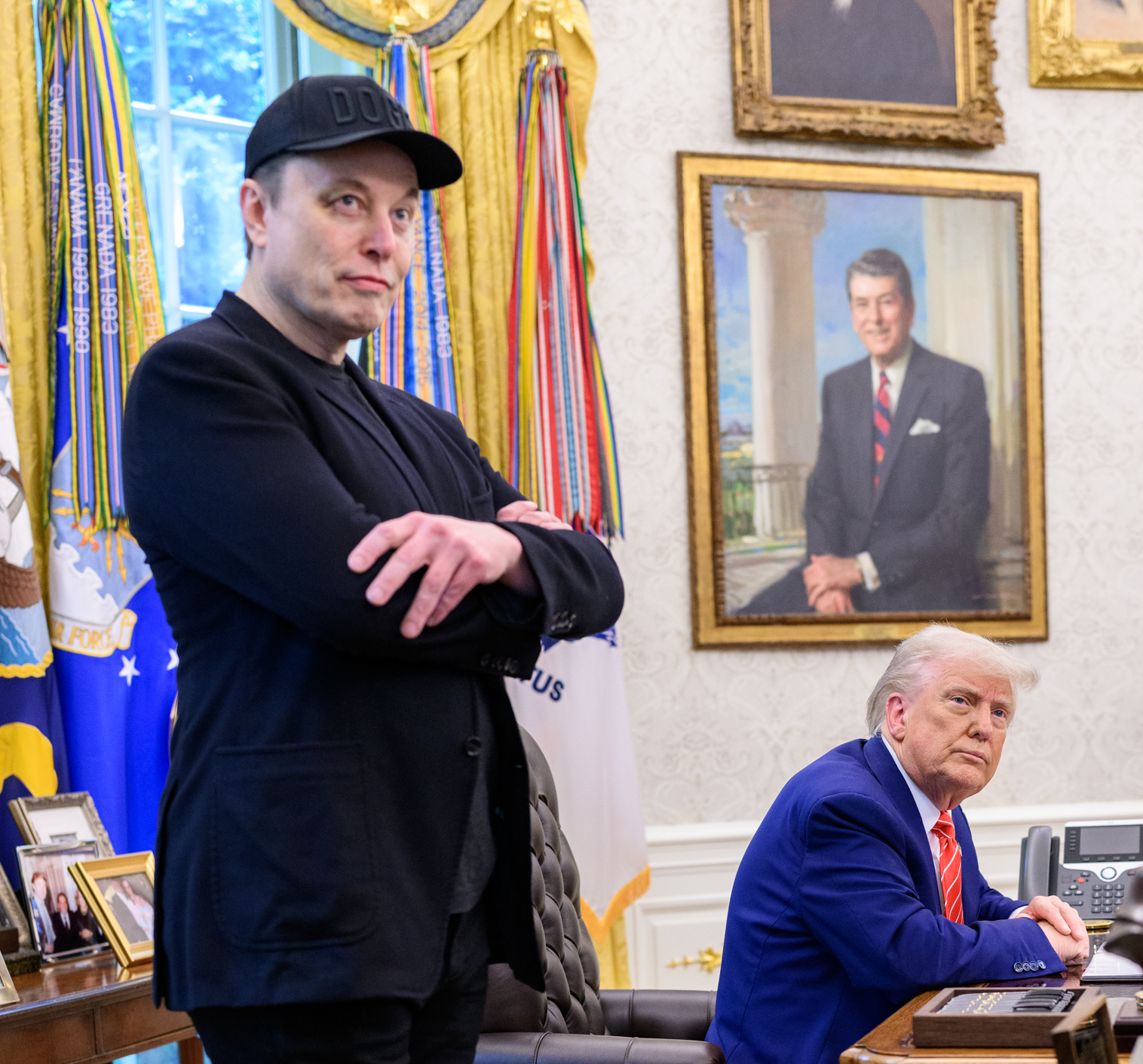
일론 머스크와 도널드 트럼프가 2025년 5월 오벌 오피스에서 머스크의 송별회에 참석하고 있다.

2025년 6월, 사업가이자 전 대통령 고문인 일론 머스크와 미국 대통령 도널드 트럼프는 주로 X (구 트위터)와 트루스 소셜에서 일련의 소셜 미디어 설전을 벌였다. 이는 트럼프의 획기적인 법안으로 의도된 원 빅 뷰티풀 빌 법안(One Big Beautiful Bill Act)에 대한 머스크의 비판에 따라 그가 트럼프 2기 행정부를 떠난 이후 발생했다.
2024년 정치적 동맹이 되기 전, 머스크와 트럼프는 서로를 자극하는 역사를 공유했다. 2022년, 머스크는 트럼프가 자신을 "bullshit artist"라고 부른 것에 대해 나이 때문에 부적합한 대통령이라고 묘사했다. 당시 그는 잠시 트럼프와 갈등을 겪었다.

## 배경

### 2024년 대통령 선거
5천만 달러 이상의 법률 비용으로 현금이 부족해진 트럼프 선거 캠프는 2024년 3월 머스크와 다른 기부자들을 만났다. 머스크는 트럼프를 돕는 것을 부인했고, 바이든에게 기울고 있다고 말했다. 트럼프는 과거에 머스크를 도왔다고 선언했다. 머스크는 5월 22일 아메리카 슈퍼 PAC을 만들었다. 머스크는 7월 13일 버틀러 암살 시도 이후 트럼프를 공개적으로 지지했다. 머스크는 8월 12일 트럼프와 X 라이브 스트림을 진행했으며, 여기서 그는 "정부 효율 위원회"의 아이디어를 제시했다. 머스크는 결국 트럼프의 대선 캠페인에 2억 9천만 US$ 이상을 기부했다.

### 트럼프 2기 행정부
트럼프 2기 행정부에서 머스크는 규제를 대폭 줄이고 지출을 절감하며 연방 기관을 재편하기 위한 노력의 일환으로 정부효율부(DOGE)를 이끌었다. 그는 특별 정부 직원으로 일하며 130일의 임기를 제한했다.
머스크는 2025 위스콘신 대법원 선거 기간 동안 캠페인에서 중요한 역할을 했으며, 정치활동위원회를 통해 최소 2천3백만 US$를 지출했다. 선거에서 그의 역할은 브래드 쉬멜에게 정치적 부담이 되었다. CBS 뉴스는 트럼프가 4월까지 머스크에 대한 게시를 중단했는데, 그 전에는 일주일에 약 6번 게시했다고 보도했다.
머스크는 4월 22일 테슬라 실적 발표에서 앞으로 DOGE에 시간을 덜 쓸 것이라고 투자자들에게 말했다. 5월 20일 2025년 카타르 경제 포럼 인터뷰에서 머스크는 정치적 지출을 줄일 것이라고 말했다.
트럼프는 5월 30일 오벌 오피스 송별식에서 머스크를 축하했다. 뉴욕 타임스는 기자들이 떠나자마자 트럼프가 NASA 행정관으로 트럼프가 지명한 머스크의 동맹인 재러드 아이작맨이 민주당에 기부한 정치 기부금 문제로 머스크를 추궁했다고 보도했다. 트럼프는 몇 시간 후 아이작맨에게 그의 지명이 철회되었음을 알렸다.

### 머스크의 빅 뷰티풀 법안 비판
5월 27일 CBS 인터뷰에서 머스크는 의회가 5월 22일 통과시킨 원 빅 뷰티풀 빌 법안을 비판했다. 머스크는 이 법안이 적자를 증가시키고 DOGE의 작업을 약화시킨다고 주장했다. 머스크는 다음날 그의 이임 절차를 시작했다. 5월 30일 오벌 오피스 송별회에서 트럼프는 머스크가 백악관을 "실제로 떠나는 것이 아니다"라고 말했다.
6월 3일 15시 32분, 머스크는 법안 지지자들에게 "내년 11월에는 미국 국민을 배신한 모든 정치인을 해고할 것"이라고 경고했다. 세 시간 후, 그는 "포크 필드" 법안을 "혐오스러운 짓"이라고 불렀다. 다음 이틀 동안 머스크는 부채 한도를 늘리지 않는 법안을 요구하며, 미국을 파산시키는 것은 용납할 수 없으며 "법안을 죽이라"고 요구했다.
공화당의 법안 지지는 흔들리지 않는 것처럼 보였다.

## 2025년 갈등

### 6월 5일
정오 직전, 트럼프는 오벌 오피스에서 독일 총리 프리드리히 메르츠와 함께 앉아 40분 이상 라이브 TV에서 기자들의 질문에 답했다. 머스크의 법안 비판에 대해 묻자 트럼프는 "항상 일론을 좋아했기 때문에" "실망했다"고 말하며, 머스크가 전기차 보조금 삭감 때문에 비판적이며, 그가 없었다면 펜실베이니아에서 이겼을 것이라고 말했다. 인터뷰가 진행되는 동안 머스크는 트럼프가 법안이 "날씬하고 아름다운" 한 보조금을 유지할 수 있다고 반격했다. 트럼프는 또한 머스크가 법안을 "누구보다 잘 안다"고 말하며, 그의 워싱턴 향수가 정신 이상으로 변했을 수도 있다고 말했다. 머스크는 자신에게 법안이 한 번도 보여지지 않았으며, 자신이 없었다면 트럼프가 선거에서 졌을 것이라고 응수하며 "그런 배은망덕"으로 끝맺었다.
나중에 머스크는 몇 시간 전 자신이 찾은 2012년~2013년 게시물들을 다시 공유했는데, 여기서 트럼프와 여러 공화당원들이 의회의 적자를 비난하고 있었다.

#### 아메리카당
| Avatar of 일론 머스크 | 일론 머스크 @elonmusk |

| \| \| \| \| \| \| \| 예 \| 예 \| \| 80.4% \| 80.4% \| \| 아니요 \| 아니요 \| \| 19.6% \| 19.6% \| \| 5,630,775표 · 최종 결과 \| \| \| \| \| |        |  |       |       |
| |        |  |       |       |
| 예 | 예     |  | 80.4% | 80.4% |
| 아니요 | 아니요 |  | 19.6% | 19.6% |
| 5,630,775표 · 최종 결과 |        |  |       |       |

13시 57분에 게시된 트윗에서 머스크는 "중간 80%"를 대표할 정당 창설을 제안했다. 30분 후, 머스크는 로라 루머에게 "트럼프는 대통령으로서 3.5년이 남았지만, 자신은 40년 이상 남을 것"이라고 답했다. 그의 설문 조사에서 80% 이상의 "예" 표를 얻자, 머스크는 18시 7분에 새로운 가상 정당의 이름을 "아메리카당"으로 제안했다.

#### 쏟아지는 위협

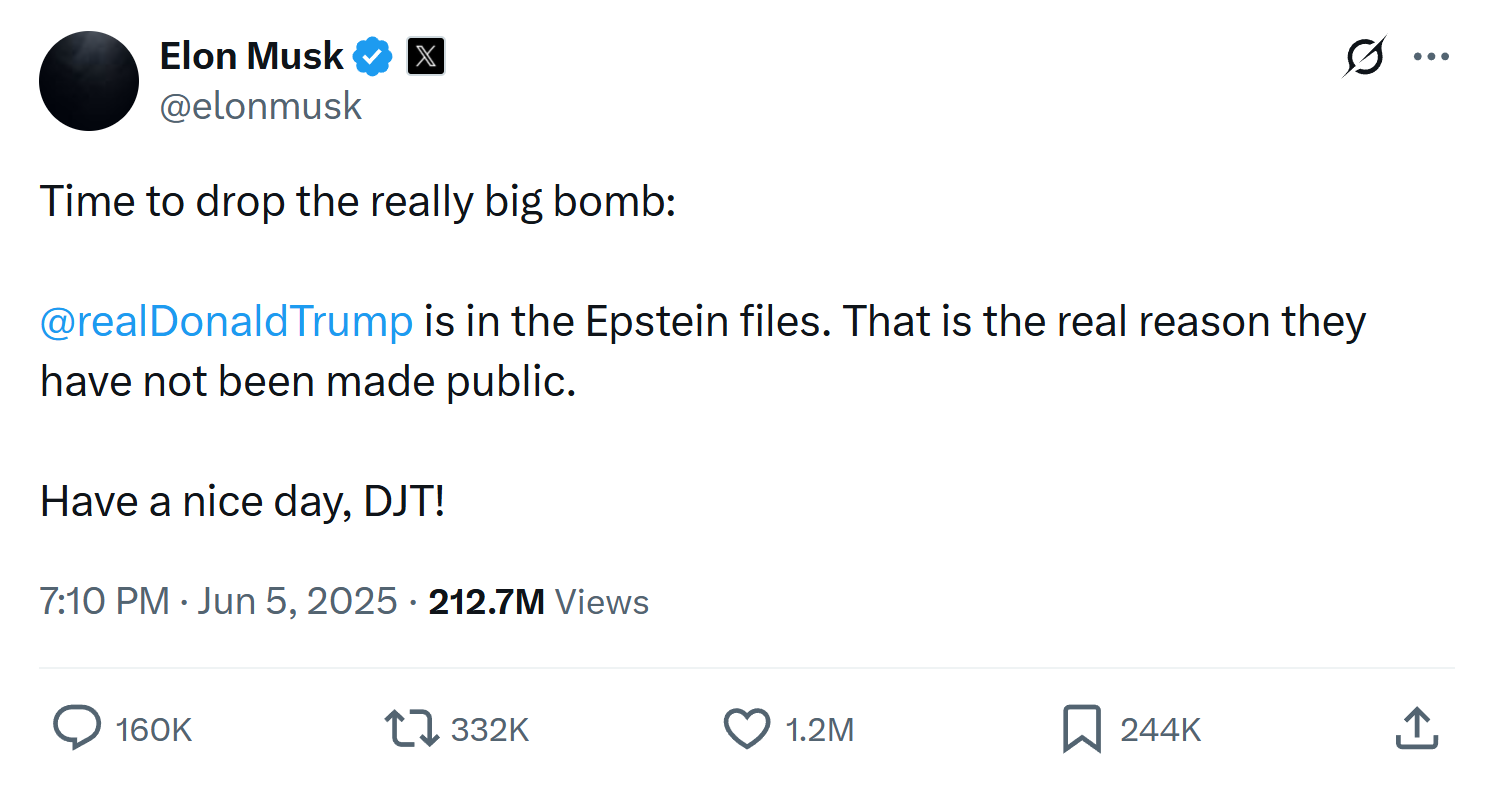
머스크의 6월 5일 트윗은 트럼프가 엡스타인 파일에 연루되었다고 주장했다.

기자회견 후, 트럼프는 트루스 소셜을 통해 상황을 다루었다. 그는 머스크가 "전기차 의무" 때문에 "미쳤다"고 거듭 주장했고, 머스크는 즉시 이를 거짓말이라고 비난했다. 그러자 트럼프는 머스크의 정부 계약을 취소하겠다고 위협했다. 이에 머스크는 트럼프가 엡스타인 파일에 연루되어 있다고 주장했다. 머스크는 스페이스X가 드래곤 2 우주선을 퇴역시키고 있다고 말했다. 크루 드래곤은 국제우주정거장에 도킹할 수 있는 유일한 운영 중인 미국 유인 우주선이며, 카고 드래곤과 시그너스는 스테이션으로 미국 화물 임무를 수행한다. 머스크는 이 게시물이 주목을 받자마자 곧 삭제했으며, 나중에 자신에게 "진정하라"고 조언한 X 사용자에게 응답하며 우주선이 퇴역되지 않을 것이라고 선언했다. 2분 후, 머스크는 트럼프의 세 번째 탄핵을 요구했다.

#### 관세와 휴전
머스크는 관세가 2025년 하반기에 경기 침체를 야기할 것이라고 재차 강조하며 트윗 공세를 마쳤다.
그날 저녁 늦게, 머스크는 헤지펀드 억만장자 빌 애크먼의 나라가 머스크와 트럼프가 동맹이었을 때 더 강했다는 간청에 응답하며 그가 틀리지 않았다고 말했다. 폴리티코는 머스크와 트럼프가 화해를 위해 전화 통화를 할 예정이라고 보도했다.

#### 관계 단절
머스크는 트럼프의 정책 담당 부비서실장이자 국토안보보좌관인 스티븐 밀러의 트위터 계정을 언팔로우했다. 그는 또한 보수 성향의 인플루언서인 찰리 커크도 언팔로우했다. 두 사람은 커크의 쇼에 출연하여 원 빅 뷰티풀 빌 법안을 칭찬했다.

### 6월 6일
6월 5일 늦은 밤, 머스크는 두 주요 정당이 국가 부채를 줄일 정치적 의지가 없다는 트윗에 동의했다. 6월 6일 일찍, 트럼프는 ABC 뉴스에 머스크가 "미쳤다"고 말하며 머스크와 대화할 의사가 없다고 말했다. 그리고 CNN 인터뷰에서 가까운 미래에 그와 대화하지 않을 것이라고 다시 말했다. 백악관은 나중에 트럼프와 머스크 간의 통화는 계획되어 있지 않다고 밝혔다. 백악관 관계자는 나중에 트럼프가 머스크로부터 받은 빨간색 테슬라 모델 S를 파는 것을 고려하고 있다고 말했다.
블룸버그 뉴스에 따르면, 트럼프 보좌관들은 트럼프가 계속 진행하고 있으며 머스크의 정부 계약을 취소하지 않을 것이라고 시사했다. 워싱턴 포스트는 트럼프가 머스크의 행동을 "대마초 중독자"라고 설명하려고 했다고 보도했다.
드미트리 노비코프는 타스 통신에 러시아가 머스크에게 정치적 망명을 제안할 수 있지만, 그가 필요로 하지 않을 것이라고 말했다.
머스크는 백악관 비서실장 수지 와일스와 부통령 JD 밴스에게 연락하여 대통령에 대한 비판을 중단하고 대통령과의 관계 회복 가능성을 모색할 것이라고 발표했다.

### 6월 7일
6월 7일 NBC 뉴스와의 아침 인터뷰에서 트럼프는 머스크와 화해할 의사가 없다고 말하며, 머스크가 민주당에 자금을 지원한다면 '매우 심각한 결과'에 직면할 것이라고 덧붙였다. 트럼프는 또한 그의 첫 행정부 시절 머스크의 생명을 구했다고 언급했다.
6월 7일에 방영되었지만 6월 5일에 녹화된 테오 폰과의 인터뷰에서 JD 밴스는 항상 트럼프 편에 설 것이며, 머스크가 큰 실수를 저질렀고, 머스크가 "원래 자리로 돌아오기를" 바란다고 말했다. 밴스는 또한 법안이 "완벽하지 않다"고 인정했다.
아침까지 머스크의 계정에서 여러 트윗이 삭제되었다: 엡스타인 비난, 탄핵 요구, 그리고 트럼프가 자신의 도움 없이는 이기지 못했을 것이라는 주장.

### 6월 9일
이틀 후, 로스앤젤레스에서 진행 중인 시위 동안 머스크는 트럼프의 탄핵을 요구하는 게시물을 삭제하고 시위대에 대한 트럼프 행정부의 행동을 칭찬했다. 같은 날 기자회견에서 트럼프는 또한 머스크에 대한 입장을 바꿔 "우리는 좋은 관계를 가졌었고, 그가 잘 되기를 바란다, 매우 잘 되기를"이라고 말했다.
늦은 저녁, 대통령은 머스크로부터 전화를 받았고, 이는 다음 날 공개적인 후회로 이어졌다. 둘 다 그들의 관계에 대해 더 이상 언급하는 것을 거부했다. 머스크는 또한 밀러를 다시 팔로우한 것으로 보인다.

### 6월 10일
6월 10일 밤, 머스크가 트럼프와 사적으로 전화 통화를 했으며, 이 통화에서 트럼프를 공격한 것에 대해 후회를 표명했다고 보도되었다.

### 6월 11일
다음 날, 머스크는 트위터를 통해 자신이 트럼프에 대해 "너무 멀리 갔다"고 일부 게시물에 대해 후회한다고 공개적으로 밝혔다. 트럼프는 머스크의 사과를 "아주 좋다"고 묘사했다.

### 여파
6월 18일, 머스크는 트럼프 가문의 동맹이자 라이트 포 아메리카 슈퍼 PAC을 이끌었던 세르지오 고르를 맹비난하며 그의 정체성을 문제 삼고 "뱀"이라고 불렀다. 머스크는 나중에 자신이 고르에게 "심각한 범죄"를 저질렀다고 비난하고 있음을 분명히 했다. 공화당 상원의원들은 NASA의 아이작맨 지명을 훼손한 책임을 고르에게 돌렸다.

## 영향
6월 5일, 머스크는 약 340억 US$를 잃었다. 이는 머스크의 2021년 손실 이후 역사상 두 번째로 큰 손실이다. 테슬라 주식은 15% 하락하여 코로나19 팬데믹 이후 최악의 날을 기록했다. 테슬라 풋옵션 거래량은 400만 계약을 넘어 사상 최고치를 기록했다. TSLA 공매도 투자자들은 40억 US$를 벌어들였다.
트럼프 미디어 & 테크놀로지 그룹 주식은 8% 하락했다.
이 갈등은 머스크가 트럼프 관련 단체에 기부하기로 되어 있던 1억 US$의 정치 기부금을 위험에 빠뜨렸다. 또한 이 분쟁은 머스크의 xAI에 대한 50억 US$의 부채 매각을 위협했다.

## 논평

### 실리콘밸리
이 갈등은 실리콘밸리를 분열시켰다. 머스크의 동맹들은 머스크를 따라 정부에 들어간 다른 실리콘밸리 인사들, 예를 들어 데이비드 색스, 스리람 크리슈난, 마이클 그라임스 등이 직위를 잃을까 봐 우려했다.

### 보이콧 소송
월스트리트 저널에 따르면, 이 갈등은 정치적 비중이 줄어든 덕분에 트위터 광고를 거부한 회사들에 대한 소송이 완화될 것이라는 광고주들의 희망을 높였다.

### 국내
소셜 미디어에서는 이 갈등을 퀸카로 살아남는 법 (2004)과 드레이크-켄드릭 라마 갈등에 비교하는 글들이 올라왔다.
머스크와 트럼프 관계의 해체는 일부 Make America Great Again 지지자들에 의해 칭찬받았다. 유고브 설문조사에 따르면 대부분의 공화당원들은 이 갈등에서 트럼프를 지지했고, 대부분의 민주당원들은 중립적이었다. 공화당이 지원하는 지출 법안에 대한 머스크의 성명에 대해 의견을 묻자, 56%가 동의하고 17%가 반대했다.
상원 소수당 원내대표 척 슈머는 케이티 페리와의 갈등에 대한 것으로 알려진 테일러 스위프트의 노래 "Bad Blood"를 언급했다. 하원 소수당 원내대표 하킴 제프리스는 이 갈등을 "공화당 내전"이라고 불렀다. 민주당의 트위터 계정은 "법안을 죽이고 엡스타인 파일을 공개하라!"고 외쳤다. 워 룸에서 스티브 배넌은 머스크가 민주당에 의해 "전향"될 수 있다고 경고했다. 로 칸나 하원의원은 민주당이 머스크를 포섭해야 한다고 주장했다.
트럼프의 첫 대통령 임기 동안 수석 고문이었던 스티브 배넌은 트럼프에게 머스크의 연방 계약을 취소하고 그의 이민 신분을 조사하도록 촉구했다. 이로 인해 머스크가 미국에서 추방될 가능성이 제기되었다. 배넌이 트럼프에게 행정 명령으로 스페이스X를 압류하라고 요구하자, 머스크는 그를 "공산주의 정신지체"라고 불렀다. 민주당 하원의원 스티븐 린치와 로버트 가르시아는 법무장관 팸 본디와 연방수사국 국장 카슈 파텔에게 트럼프가 엡스타인 관련 정부 파일에 연루되었다는 머스크의 주장에 대해 질의하는 서한을 보냈다.

### 국제
러시아 인터넷 사용자들은 이 갈등을 바그너 그룹-러시아 국방부 갈등에 비유했는데, 이는 러시아 국방부와 올리가르히 예브게니 프리고진 간의 분쟁으로 바그너 그룹 반란으로 이어졌다. 안전보장회의 부의장인 드미트리 메드베데프는 머스크와 트럼프 사이의 휴전을 중재할 의사가 있다고 농담했다.
트럼프가 프리드리히 메르츠와의 회담에서 머스크에 집중한 것은 몇몇 독일 논평가들로부터 안도감을 얻었다. 그들은 우크라이나 대통령 볼로디미르 젤렌스키와 남아프리카 공화국 대통령 시릴 라마포사와의 신랄한 회담을 언급했다.

## 같이 보기
- 유니팀 – 필리핀의 정치 동맹으로, 마르코스 가문과 두테르테 가문 간의 갈등으로 변질되었다.
  - 사라 두테르테 – 필리핀 부통령으로, 전 유니팀 동맹인 봉봉 마르코스 대통령에게 암살 위협을 가했다.